# Mileniul al V-lea
Mileniul al V-lea este perioada de timp care, conform calendarului gregorian, va începe la 1 ianuarie 4001 și se va termina la 31 decembrie 5000.